# Robert Stafford
Robert Stafford (Rutland, 1913. augusztus 8. – Rutland, 2006. december 23.) az Amerikai Egyesült Államok szenátora (Vermont, 1971–1989).